# Theuma ovambica
Theuma ovambica is een spinnensoort uit de familie van de Prodidomidae.
De wetenschappelijke naam van de soort werd in 1927 gepubliceerd door Reginald Frederick Lawrence.